# Jackie French

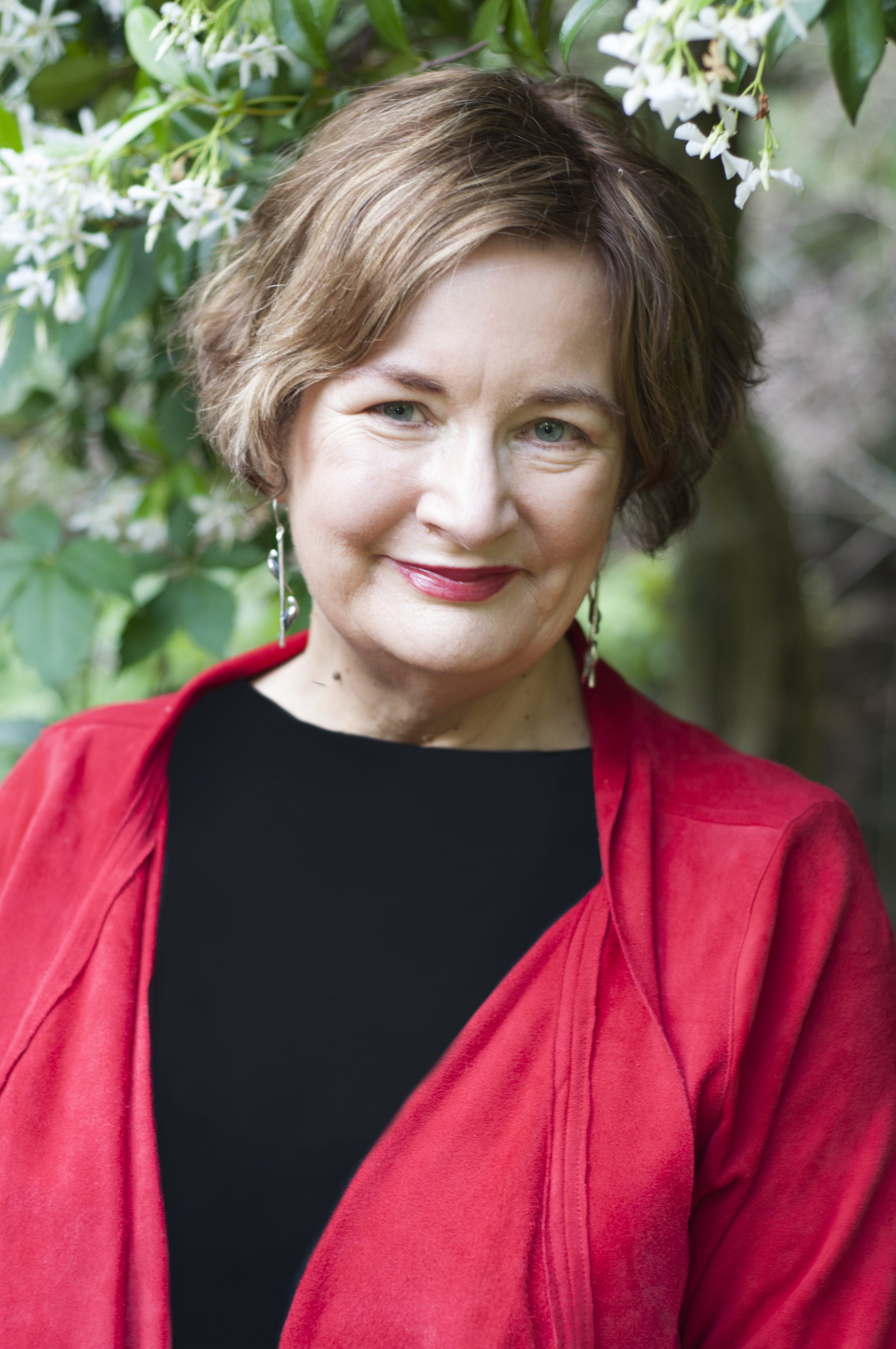
Jackie French 2013

Jacqueline Anne „Jackie“ French (* 29. November 1953 in Sydney) ist eine australische Schriftstellerin, die besonders durch ihre Kinderbücher bekannt wurde. Ihr Tagebuch eines Wombat wurde in zahlreiche Sprachen übersetzt.

## Leben
Jackie French verbrachte ihre ersten drei Lebensjahre in Sydney. Danach zog die Familie nach Brisbane. Jackie French, die an Dyslexie leidet, lernte schon vor ihrer Schulzeit bei ihrer Mutter lesen. Nachdem die Beziehung zwischen ihren Eltern zerbrochen und die Ehe geschieden worden war, verließ sie im Alter von 15 Jahren ihr Elternhaus. Trotz eines Stipendiums für die University of Queensland arbeitete sie während ihrer Ausbildung nebenbei für das anthropologische Museum. Jackie French war in die Auseinandersetzung um die Springboks verwickelt. In den frühen 1970er Jahren zog sie mit ihrem damaligen Partner nach Canberra, um der menschlichen Zivilisation möglichst fern zu sein. Auf ihrem Anwesen im Araluen Valley leben zahlreiche Tiere, darunter auch einige Wombats. Haus und Energieversorgung auf diesem Grundstück, auf dem es über 800 Bäume gibt, haben Jackie French und ihr Ehemann Bryan eigenhändig aufgebaut. Jackie French hat einen leiblichen Sohn und zwei Stieftöchter.
Sie ist Australian Capital Territory Children's Ambassador und engagiert sich im Club Cool, einem Projekt, das Kinder zum Lesen anleitet, sowie dem Programm At Home with Books. Ferner setzt sie sich für die Rettung und Auswilderung verletzter Tiere ein und ist Direktorin der Wombat Foundation.

## Werke
Jackie French schreibt Bücher über biologischen Gartenbau und andere Themen, vor allem jedoch Kinderbücher. Ihr Werk umfasst mittlerweile 132 Bücher und wurde mit mehr als 50 Auszeichnungen bedacht.
Das erste Kinderbuch, das sie schrieb, trug den Namen Rainstones. Der Verlag HarperCollins akzeptierte das Manuskript, obwohl es als das schmutzigste und schlechtestgetippte Manuskript, das je angeboten wurde, in die Annalen des Verlages einging. Dies war nicht nur auf Frenchs Dyslexie zurückzuführen, sondern auch auf die Verwüstungen, die Wombat „Smudge“ an der Schreibmaschine anrichtete. Rainstones wurde kurz nach der Annahme für den NSW Premier's Award und als CBC Younger Reader’s Book of the Year nominiert. Jackie French schrieb ab dieser Zeit regelmäßig Kolumnen für eine Zeitung und eine Zeitschrift und lebte von nun an als Schriftstellerin. Mehrfach trat sie in der Sendung Bruce's Backyard auf.
Die Idee zum Tagebuch eines Wombat, ihrem wohl bekanntesten Werk, entstand, als sie während eines Telefonats die Geräusche im Hintergrund erklären musste: „Mothball“, eines der Wombats auf ihrem Grundstück, befasste sich mit dem Mülleimer, zerstörte die Türmatte und nagte ein Loch in die Hintertür. Das Tagebuch, in dem diese Ereignisse verzeichnet sind, wurde mit zahlreichen Preisen ausgezeichnet und in viele Sprachen übersetzt.
Hitler's daughter wurde im Jahr 2000 CBC Book of the Year for Younger Readers; außerdem gewann es den Wow! Award und andere Preise und wurde auch zu einem Bühnenstück umgestaltet.